# سوكر
سوكر هو أحد آلهة قدماء المصريين، وكان إله الموت، وتغير بالنسبة لهم عبر الزمن حيث كان من قبل يمثل إله الخصوبة.

## الاسم بالهيروغلفية
| O34 · V31 · D21 |
Seker / Saker / Sokar 
 Skr
أو بإضافة الرمز المعنوي:
| O34 · V31 · D21 | A40 |

skr
كما كتبوا اسمه أيضا بإضافة الصقر:
| O34 · V31 · D21 | G10 |

skr
(الاسم من أعلى إلى أسفل ومكون من ثلاثة حروف: س ك ر، حيث لم يكن المصريون القدماء يكتبون علامات تشكيل.)

## التطور
انتشرت عبادة سوكر كإله الموت في شمال مصر في منطقة منف، حيث كان المصريون القدامى يدفنون الملوك منذ الأسرة الأولى هناك. وكانت منطقة سقارة هي المخصصة لدفن فراعنة مصر في ذلك العصر الأول، وربما يحمل اسم المنطقة «سقارة» من اسم «سكر» أو سقراع.

## أهميته
اعتقد قدماء المصريين ان سوكر إله الأرض وحامي عمال التعدين مما جعله قريبا من الإله بتاح (إله العمال) وأعطوا له نفس الصفات. ولهذا كانوا يسمونه أحيانا بتاح-سوكر.
كان يمثل بجسم إنسان له رأس صقر. وكان له دور في طقوس فتح الفم للموتى، وتلك هي أيضا من خصائص بتاح. وكان له احتفال يحتفل به في منف منذ أقدم العصور كإله الموت.

## التحامه بأوزوريس
جاء وقت وربط قدماء المصريين بين إلهي الموت أوزوريس وسوكر. ومن هنا نشأت معتقد الثلاثي: بتاح-سوكار-اوزوريس. وكان سوكار أحيانا ممثلا بمومياء أوزوريس ولها رأس صقر.

## اقرأ أيضا
- أوزوريس
- بتاح
- نصوص الأهرام
- نصوص التوابيت
- كتاب الموتى
- بن بن
- أتوم